# Superliga de Serbia 2012-13
La SuperLiga Serbia (Jelen SuperLiga por razones de patrocinio), en su temporada 2012-13, fue la 7ª edición de la máxima categoría del fútbol de Serbia. El campeón fue el club Partizan de Belgrado que consiguió el 25° título en su historia.

## Equipos participantes
Los 16 equipos que participaron en esta edición de la SuperLiga Serbia fueron los 14 equipos que mantuvieron la categoría en la temporada pasada junto con los 2 equipos ascendidos de la Prva Liga; el campeón y subcampeón.
Los equipos Metalac Gornji Milanovac y Borac Čačak fueron relegados a la Prva Liga la temporada pasada, después de estar compitiendo en esta categoría durante 3 y 9 años, respectivamente.
Estos equipos fueron reemplazados por el Radnički Niš y el Donji Srem, este último, competía por primera vez en su historia en la máxima categoría.
| Pos | Descendidos de la Superliga de Serbia 2011-12 |
| --- | --------------------------------------------- |
| 15º | Borac Čačak                                   |
| 16° | Metalac Gornji Milanovac                      |

| Pos | Ascendidos de la Prva Liga Srbija 2011-12 |
| --- | ----------------------------------------- |
| 1º  | Radnički Niš                              |
| 2º  | Donji Srem                                |

### Información de los equipos
| Club                                       | Ciudad     | Entrenador          | Estadio                  | Aforo  | Patrocinador                |
| ------------------------------------------ | ---------- | ------------------- | ------------------------ | ------ | --------------------------- |
| BSK Borča                                  | Belgrado   | Miodrag Radanović   | Špinjata                 | 2.500  | ĐAK                         |
| Donji Srem                                 | Pećinci    | Bogić Bogićević     | Stadion Karađorđe        | 12.303 | Industrija Đurđević Pećinci |
| Estrella Roja                              | Belgrado   | Ricardo Sá Pinto    | Estadio Estrella Roja    | 55.538 | Gazprom                     |
| Hajduk                                     | Kula       | Milan Milanović     | Stadion Hajduk           | 5.973  |                             |
| Jagodina                                   | Jagodina   | Simo Krunić         | Stadion FK Jagodina      | 15.000 |                             |
| Javor Ivanjica                             | Ivanjica   | Mladen Dodić        | Stadion Ivanjica         | 5.000  | Alcea/Matis                 |
| Novi Pazar                                 | Novi Pazar | Nebojša Vučićević   | Stadion Novi Pazar       | 12.000 | Conto Bene                  |
| OFK Belgrado                               | Belgrado   | Zoran Milinković    | Omladinski stadion       | 19.100 | FOX                         |
| Partizan                                   | Belgrado   | Vuk Rašović         | Estadio Partizan         | 32.710 | Lav pivo                    |
| Rad                                        | Belgrado   | Marko Nikolic       | Stadion Kralj Petar I    | 6.000  |                             |
| Radnički Kragujevac                        | Kragujevac | Dragoljub Bekvalac  | Stadion Čika Dača        | 15.100 |                             |
| Radnički Niš                               | Niš        | Saša Mrkić          | Stadion Čair             | 18.151 |                             |
| Sloboda Užice                              | Užice      | Ljubiša Stamenković | Stadion FK Sloboda       | 12.000 | Point Group/Farmakom MB     |
| Smederevo                                  | Smederevo  | Ljubomir Ristovski  | Stadion FK Smederevo     | 17.200 | Municipio de Smederevo      |
| Spartak Subotica                           | Subotica   | Petar Kurčubić      | Gradski stadion Subotica | 13.000 | Zlatibor Voda O2            |
| Vojvodina Novi-Sad                         | Novi Sad   | Nebojša Vignjević   | Stadion Karađorđe        | 12.303 | Volkswagen                  |
| Datos actualizados al 25 de junio de 2013. |            |                     |                          |        |                             |

### Cambios de entrenadores
| Equipo              | Entrenador (jornadas)                                                           |
| ------------------- | ------------------------------------------------------------------------------- |
| Estrella Roja       | Robert Prosinečki (1-2) Aleksandar Janković (2-19) Ricardo Sá Pinto (20-30)     |
| Spartak Subotica    | Zoran Milinković (1-4) Zoran Marić (n/p) Petar Kurčubić (5-30)                  |
| Vojvodina Novi-Sad  | Zlatomir Zagorčić (1-4) Nebojša Vignjević (5-30)                                |
| Hajduk              | Veličko Kaplanović (1-4) Milan Milanović (5-30)                                 |
| OFK Belgrado        | Stevica Kuzmanovski (1-5) Zoran Milinković (6-30)                               |
| Radnički Kragujevac | Slavenko Kuzeljević (1-7) Dejan Đurđević (8-24) Dragoljub Bekvalac (25-30)      |
| Smederevo           | Aleksandar Janjić (1-8) Miloš Velebit (9-21) Ljubomir Ristovski (22-30)         |
| BSK Borča           | Goran Milojević (1-15) Nebojša Milošević (16-30)                                |
| Novi Pazar          | Dragoljub Bekvalac (1-15) Slavenko Kuzeljević (16-20) Nebojša Vučićević (21-30) |
| Radnicki Niš        | Aleksandar Ilić (1-15) Saša Mrkić (15-30)                                       |
| Partizan            | Vladimir Vermezović (1-25) Vuk Rašović (26-30)                                  |

## Tabla de posiciones
|                 |    | Equipo                 | PJ | PG | PE | PP | GF | GC | DG  | PTS |
| --------------- | -- | ---------------------- | -- | -- | -- | -- | -- | -- | --- | --- |
| Clasificó a UCL | 1  | Partizan Belgrado      | 30 | 23 | 4  | 3  | 71 | 16 | +55 | 73  |
| Clasificó a UEL | 2  | Estrella Roja Belgrado | 30 | 20 | 2  | 8  | 55 | 35 | +20 | 62  |
| Clasificó a UEL | 3  | Vojvodina Novi Sad     | 30 | 17 | 10 | 3  | 40 | 20 | +20 | 61  |
| Clasificó a UEL | 4  | FK Jagodina            | 30 | 15 | 5  | 10 | 35 | 26 | +9  | 50  |
|                 | 5  | Sloboda Užice          | 30 | 11 | 12 | 7  | 39 | 37 | +2  | 45  |
|                 | 6  | OFK Belgrado           | 30 | 13 | 6  | 11 | 34 | 32 | +2  | 45  |
|                 | 7  | Rad Belgrado           | 30 | 12 | 8  | 10 | 32 | 30 | +2  | 44  |
|                 | 8  | Hajduk Kula            | 30 | 10 | 8  | 12 | 36 | 32 | +4  | 38  |
|                 | 9  | Spartak Subotica       | 30 | 9  | 9  | 12 | 36 | 39 | -3  | 36  |
|                 | 10 | Javor Ivanjica         | 30 | 9  | 7  | 14 | 38 | 40 | -2  | 34  |
|                 | 11 | Donji Srem (A)         | 30 | 9  | 7  | 14 | 26 | 34 | -8  | 34  |
|                 | 12 | Radnički Niš (A)       | 30 | 9  | 7  | 14 | 30 | 44 | -14 | 34  |
|                 | 13 | Radnički Kragujevac    | 30 | 7  | 10 | 13 | 25 | 35 | -10 | 31  |
|                 | 14 | FK Novi Pazar          | 30 | 7  | 9  | 14 | 29 | 40 | -11 | 30  |
| Descendió       | 15 | BSK Borča              | 30 | 8  | 6  | 16 | 26 | 57 | -31 | 30  |
| Descendió       | 16 | FK Smederevo           | 30 | 3  | 6  | 21 | 18 | 53 | -35 | 15  |